# Antonio da Noli (destroyer)
Le Antonio da Noli (fanion « DN ») était un destroyer italien de la classe Navigatori lancé en 1929 pour la Marine royale italienne (en italien : Regia Marina). 

## Conception et description
Commandés en 1926, ces navires ont été construits pour la Regia Marina en réponse aux grands contre-torpilleurs des classes Jaguar et Guépard construits pour la Marine française. Ces navires étaient nettement plus grands que les autres destroyers italiens contemporains et étaient initialement classés comme croiseur éclaireur, la reconnaissance aérienne prenant alors de l'ampleur. Ils ont été reclassés dans la catégorie des destroyers en 1938.
Les navires de la classe Navigatori avaient une longueur totale de 107,3 mètres, une largeur de 10,2 mètres et un tirant d'eau moyen de 3,5 mètres. Ils déplaçaient 1 900 tonnes à charge normale et 2 580 tonnes à charge profonde. Leur effectif en temps de guerre était de 222-225 officiers et hommes de troupe.
Les Navigatori étaient propulsés par deux turbines à vapeur Belluzzo, chacune entraînant un arbre d'hélice et utilisant la vapeur fournie par quatre chaudières Yarrow. Les turbines étaient conçues pour produire 55 000 chevaux-vapeur (41 000 kW) et une vitesse de 32 nœuds (59 km/h) en service, bien que les navires aient atteint des vitesses de 38-41 nœuds (70-76 km/h) pendant leurs essais en mer alors qu'ils étaient légèrement chargés.Ils transportaient suffisamment de mazout qui devait leur donner une autonomie de 3 800 milles nautiques (7 000 km) à une vitesse de 18 nœuds (33 km/h).
Leur batterie principale était composée de six canons de 120 millimètres dans trois tourelles jumelées, une à l'avant et à l'arrière de la superstructure et la troisième au milieu du navire. La défense antiaérienne (AA) des navires de la classe Navigatori était assurée par une paire de canons AA de 40 millimètres dans des supports simples situés à l'avant de la cheminée et une paire de supports jumelés pour des mitrailleuses de 13,2 millimètres. Ils étaient équipés de six tubes lance-torpilles de 533 millimètres dans deux supports triples au milieu du navire. Le Navigatori pouvait transporter de 86 à 104 mines.
Les navires étaient rapides, mais manquaient de stabilité et ont été reconstruits avec des étraves en forme de clipper, une largeur accrue et une superstructure réduite à la fin des années 1930.
Pendant la guerre, les tubes lance-torpilles ont été remplacées par des tubes triples de 533 mm et des canons anti-aériens supplémentaires ont été ajoutés.

## Construction et mise en service
Le Antonio da Noli est construit par le chantier naval Cantiere navale di Riva Trigoso à Riva Trigoso dans la province de Gênes en Italie, et mis sur cale le 25 juillet 1927. Il est lancé le 21 mai 1929 et est achevé et mis en service le 29 décembre 1929. Il est commissionné le même jour dans la Regia Marina.

## Histoire du service

### Nom et devise
Le da Noli doit son nom au navigateur génois Antonio de Noli (ou "da Noli") qui, au XVe siècle, est l'un des premiers à explorer les îles du Cap-Vert pour le compte du roi du Portugal, dont il devient finalement le gouverneur en 1472.
La devise du navire, Prendimi teco a l'ultima fortuna (Emmenez-moi à la dernière fortune), est un vers de la tragédie La nave de Gabriele D'Annunzio.

### Les années 30
Le da Noli a commencé sa longue et difficile carrière opérationnelle après les premiers travaux de modification en 1930 pour améliorer sa stabilité (allègement et abaissement des superstructures), ainsi que le remplacement du gouvernail (1932) et des tubes lance-torpilles.
De décembre 1930 à début 1931, il participe en tant que support aux hydravions d'Italo Balbo à la célèbre croisière aérienne transatlantique Italie-Brésil.
Par la suite, il participe aux activités de l'escadron, notamment aux opérations de soutien naval pendant la guerre civile espagnole (1936-1938).
Entre la fin de 1939 et le début de 1940, il subit de nouveaux travaux de modification qui comprennent la reconstruction de l'étrave, l'agrandissement de la coque et l'augmentation de l'armement.

### La Seconde Guerre mondiale
Lorsque l'Italie est entrée dans la Seconde Guerre mondiale, le da Noli fait partie du XIVe escadron de destroyers, avec ses navires-jumeaux (sister ships) Vivaldi, Pancaldo et Malocello. Au début de la guerre, il est presque immédiatement affecté à la difficile activité d'escorte des convois vers l'Afrique du Nord, de pose de mines, de patrouilles et de sauvetage.
Il participe à la bataille de Punta Stilo du 9 juillet 1940, faisant partie du groupe de protection et de soutien composé de la Ve division de cuirassés, de la IVe et VIIIe division de croiseurs et de quatre autres escadrons de destroyers. En fait, le XIVe escadron de destroyers (Vivaldi, da Noli et Pancaldo) est initialement laissé en réserve dans le port de Tarente mais, alors que l'opération en cours passe de l'escorte de convois à l'engagement avec la Mediterranean Fleet (flotte méditerranéenne britannique), trois destroyers tombent en panne et l'amiral Inigo Campioni, commandant de la flotte italienne, décide de déplacer également les Vivaldi, da Noli et Pancaldo pour renforcer le groupe, en remplaçant les trois unités en panne. Le départ du XIVe escadron de destroyers de Tarente a lieu à 6h18 le 9 juillet. Cependant, le da Noli est également tombé en panne et doit rentrer au port avant de prendre part à la bataille.
Le 1er août, il quitte Augusta avec les Vivaldi, Pessagno, Usodimare et da Recco pour une mission de chasse anti-sous-marine, qui se termine par le naufrage du sous-marin britannique HMS Oswald (N58) par le Vivaldi.
Entre le 31 août et le 2 septembre, il escorte (avec les destroyers Aviere, Gioberti, Camicia Nera, Usodimare et Pessagno) un convoi de transports de troupes Victoria, Neptunia et Oceania revenant de Tripoli à Tarente. Les navires arrivent sains et saufs à destination, malgré une attaque du sous-marin britannique HMS Upholder (P37).
Dans la nuit du 7 au 8 octobre, le da Noli, avec ses navires-jumeaux Vivaldi et Tarigo, pose un champ de mines au large du Cap Bon. Ces mines coulent ensuite le destroyer britannique HMS Hyperion (H97).
Vers huit heures du matin du 12 octobre, il appareille de Messine avec les deux unités de section et la IIIe division de croiseurs (Trento, Trieste, Bolzano) pour secourir les unités impliquées dans la bataille du cap Passero. Lorsqu'il est constaté que les navires survivants n'ont pas besoin d'être secourus, les unités quittent Messine pour rechercher les unités britanniques, les cherchant jusqu'après midi sans les trouver.
Le 7 novembre, il est envoyé avec le Vivaldi et le Malocello pour attaquer des unités ennemies, mais il ne parvient pas à les trouver.
Dans la nuit du 7 au 8 janvier 1941, avec ses navires-jumeaux Vivaldi, Malocello et Tarigo et les torpilleurs Vega et Sagittario, il pose les champs de mines "X 2" et "X 3" (180 mines chacun) au large du Cap Bon.
Le 22 janvier, avec le Vivaldi, le Malocello et le Tarigo, il prend le relais des destroyers Freccia et Saetta pour escorter, sur la route Naples-Trapani, les transports de troupes Marco Polo, Conte Rosso, Esperia et Victoria. Le convoi atteint Tripoli sans encombre le 24, malgré une attaque du sous-marin HMS Unique (N95) contre le Esperia, qui n'est même pas remarquée.
A 19h00 le 23 février 1941, il appareille de Naples et escorte vers Tripoli, avec les destroyers Aviere et Geniere et le torpilleur Castore, les navires marchands Ankara, Marburg, Reichenfels et Kybfels,.
Le 5 mars, il appareille de Naples en escortant, avec les destroyers Lampo, Malocello, Vivaldi et Folgore, les transports allemands Ankara, Reichenfels, Marburg et Kybfels. Après une escale à Palerme le 8, le lendemain le convoi continue vers la Libye.
Du 2 au 4 avril, il escorte - avec le Vivaldi et le Malocello - de Tripoli à Naples, dans le voyage de retour, le transport de troupes Galilea (torpillé et sérieusement endommagé quelques jours auparavant par le sous-marin HMS Upright (N89)) et les navires marchands Ankara, Reichenfels, Marburg et Kybfels.
Le 12 avril, il escorte, avec les destroyers Vivaldi, Dardo et Malocello (escorte ensuite renforcée par l'envoi, depuis Tripoli, des torpilleurs Circe et Montanari) un convoi composé des vapeurs Galilea, Marburg, Ankara, Reichenfels et Kybfels (de Malte sont envoyés les destroyers HMS Jervis (F00), HMS Janus (F53), HMS Nubian (F36) et HMS Mohawk (F31) pour intercepter le convoi, mais ils n'ont pas réussi).
Toujours en avril, il participe aux opérations de sauvetage des survivants du convoi "Tarigo", qui est détruit par une formation de destroyers britanniques le 16 avril.
Du 4 au 5 mai, il escorte de Naples à Tripoli, avec ses navires-jumeaux Vivaldi et Malocello et le torpilleur Pegaso, un convoi composé des transports de troupes Victoria et Calitea et des cargos Andrea Gritti, Barbarigo, Sebastiano Venier, Marco Foscarini et Ankara.
Le 26 mai, il appareille de Naples pour escorter vers Tripoli, avec le navire-jumeau Vivaldi et les torpilleurs Cigno, Procione et Pegaso, les navires à moteur Andrea Gritti, Marco Foscarini, Sebastiano Venier, Rialto, Ankara et Barbarigo. Malgré les attaques aériennes, qui endommagent le Foscarini et le Venier, le convoi atteint sa destination le 28.
Le 25 juin, il appareille de Naples en escortant (avec les destroyers Aviere, Geniere et Gioberti) les transports de troupes Esperia, Marco Polo, Neptunia et Oceania (l'escorte indirecte est assurée par les croiseurs Trieste et Gorizia et les destroyers Ascari, Corazziere et Carabiniere). Après une escale à Tarente le 27, les navires atteignent Tripoli le 29 malgré quelques attaques aériennes (qui causent de légers dommages au Esperia).
En début de soirée du 16 septembre, il part de Tarente pour escorter le convoi "Vulcania", dirigé vers Tripoli. Le convoi est formé par les transports de troupes Neptunia et Oceania, escortés, outre le da Noli, par les destroyers Nicoloso Da Recco, Vincenzo Gioberti, Emanuele Pessagno et Antoniotto Usodimare,. Le 17 septembre, le da Noli et le Gioberti effectuent un lancement "dissuasif" de grenades sous-marines. Cependant, le convoi se heurte à un barrage formé au large des côtes libyennes par les sous-marins britanniques HMS Upholder (P37), HMS Unbeaten (N93), HMS Upright (N89) et HMS Ursula (N59). A 4h15 le 18 septembre, les torpilles lancées par le HMS Upholder touchent le Neptunia et le Oceania, qui s'immobilisent et commencent à prendre l'eau,. Tandis que le Vulcania, indemne, continue escorter par le Usodimare (les deux navires atteignent Tripoli sains et saufs malgré une attaque du HMS Ursula), les autres destroyers poursuivent sans succès le sous-marin qui attaquait, portant assistance au Oceania et récupèrent les survivants du Neptunia, alors en passe de couler (le navire coule, poupe en bas, à 6h50),. À 8h50, le Oceania, qui est en cours d'évacuation tandis que le Pessagno se prépare à le remorquer, est à nouveau torpillé par le HMS Upholder et coule rapidement. Les destroyers n'ont plus qu'à récupérer les survivants,. Sur les 5 818 hommes embarqués sur les deux navires, il est possible d'en sauver 5 434 ; le da Noli contribue à l'opération de sauvetage en récupérant 682 survivants,,.
Le 2 octobre, il appareille de Naples pour escorter - avec les destroyers Euro, Vincenzo Gioberti et Antoniotto Usodimare, rejoints ensuite par les torpilleurs Partenope et Calliope - un convoi formé par les transports Vettor Pisani, Fabio Filzi, Rialto et Sebastiano Venier. Lorsque - le 5 octobre - le Rialto, touché par des bombardiers-torpilleurs britanniques du 830th Squadron (830e escadron), coule à la position géographique de 33° 30′ N, 15° 53′ E.
Vers le 20 octobre, avec ses navires-jumeaux Zeno et Pessagno, il effectue une mission de transport de troupes à Benghazi. Aux premières heures du 21 octobre, alors qu'ils retournent à Augusta, les trois navires sont attaqués sans succès par un sous-marin à une quinzaine de milles nautiques (28 km) au nord de Benghazi.
Le 21 novembre 1941, il sort pour escorter vers Messine, avec le croiseur léger Garibaldi, les destroyers Vivaldi, Alpino, Granatiere, Fuciliere, Corazziere et Carabiniere et le torpilleur Perseo, le croiseur léger Duca degli Abruzzi, sérieusement endommagé par des bombardiers-torpilleurs lors d'une mission d'escorte indirecte de deux convois vers la Libye.
À trois heures de l'après-midi du 13 décembre, il appareille de Tarente avec ses navires-jumeaux Vivaldi, Malocello, Da Recco et Zeno et rejoint le groupe d'escorte indirecte - cuirassés Littorio et Vittorio Veneto, destroyers Granatiere, Bersagliere, Fuciliere et Alpino, torpilleurs Clio et Centauro - dans l'opération "M 41", qui est toutefois dévastée par les attaques des sous-marins, qui endommagent le Vittorio Veneto et coulent deux navires marchands, le Filzi et le Del Greco. Le da Noli escorte jusqu'à Tarente, avec les destroyers Vivaldi, Aviere, Geniere, Carabiniere et Camicia Nera et les torpilleurs Lince ed Aretusa, le cuirassé endommagé.
Du 16 au 18 décembre, dans le cadre de l'opération de trafic "M 42", il escorte de Tarente à Tripoli, avec ses navires-jumeaux Vivaldi, Malocello, Da Recco, Zeno et Pessagno, le convoi "L", composé par les modernes navires à moteur Napoli, Monginevro et Vettor Pisani (au début, les navires voyageaient ensemble avec un autre convoi, le " N " - navire à moteur Ankara, destroyer Saetta, torpilleur Pegaso - se séparant ensuite au large de Misurata). À 21h40 du 18 décembre, le Napoli est attaqué par des bombardiers-torpilleurs au large de Tagiura, lui infligeant de sérieux dommages, mais le da Noli le prend en remorque et le remorque jusqu'à Tripoli (où il arrive le jour suivant).
A 18h50 le 3 janvier 1942, il appareille de Tarente avec les destroyers Carabiniere, Geniere, Ascari, Pigafetta, Aviere, Alpino et Camicia Nera, avec les croiseurs lourds Trento et Gorizia et avec les cuirassés Littorio, Cesare et Doria pour escorter indirectement l'opération "M 43" (trois convois vers la Libye avec en mer 6 marchands, 6 destroyers et 5 torpilleurs). Tous les cargos atteignent leur destination le 5 janvier et à 17h00 de ce jour, le groupe "Littorio", le da Nolidd inclus, rentre à Tarente.
Le 22 janvier, il fait partie - avec les destroyers Vivaldi, Camicia Nera, Malocello, Geniere et Aviere et les torpilleurs Orsa et Castore - de l'escorte directe de l'opération "T. 18" (un convoi formé par le transport de troupes Victoria - parti de Tarente - et par les cargos Ravello, Monviso, Monginevro et Vettor Pisani - partis de Messine -, avec un total de 15 000 tonnes de matériel, 97 chars, 271 véhicules et 1 467 hommes). Le 23, pendant la navigation, le Victoria est immobilisé puis coulé par deux attaques de bombardiers-torpilleurs, tandis que le reste du convoi arrive à destination,.
Les 21-22 février, il fait partie, avec les croiseurs Trento, Gorizia et Bande Nere, des unités qui fournissent une escorte indirecte à l'opération de trafic pour la Libye "K 7" (navires à moteur Monginevro, Unione, Ravello, Lerici, Monviso, pétrolier Giulio Giordani, 10 destroyers, deux torpilleurs, cargaison de 29 517 tonnes de fournitures diverses, 113 chars, 575 véhicules, 405 hommes), qui se termine sans pertes,.

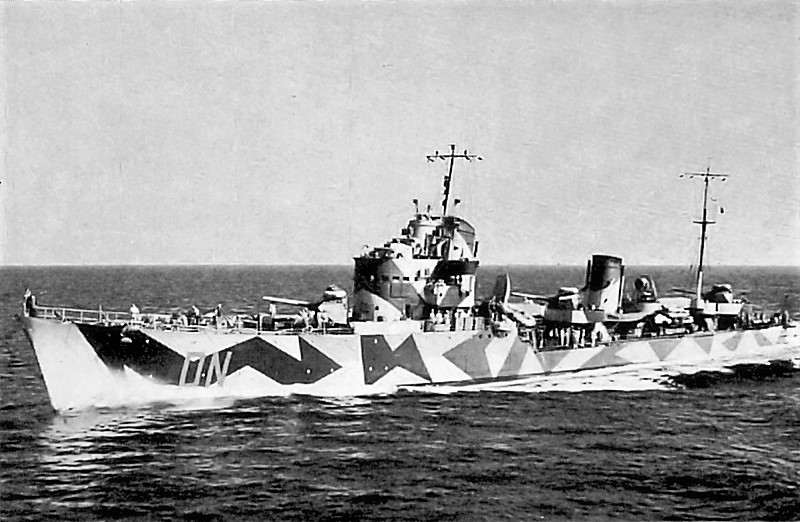
Le da Noli en navigation en septembre 1942

Le 11 avril, alors qu'il navigue dans le brouillard, il est éperonné par le vapeur Honestas: le da Noli est sérieusement endommagé, devant passer quelques mois au chantier pour des réparations. Pendant ces travaux, il embarque également 2 canons de 37 mm et 7 mitrailleuses de 20 mm de à la place des tubes lance-torpilles arrière et des mitrailleuses de 13,2 mm.
Le 2 décembre, il est envoyé avec d'autres unités (destroyers Lampo et Pigafetta et torpilleur Partenope) au secours des unités impliquées dans la bataille de Skerki Bank, qui voit la destruction d'un convoi italien par un groupe de croiseurs et de destroyers britanniques. Il participe à la récupération des naufragés et prend à son bord une soixantaine d'hommes brûlés du destroyer da Recco, gravement endommagé dans la bataille, les transportant à Trapani,.
Le 10 décembre, il effectue une mission de transport de troupes de Trapani à Bizerte.
En février 1943, il pose le champ de mines "S 62" avec ses navires-jumeaux Pigafetta et Zeno et escorté par les destroyers Malocello, Mitragliere et Legionario.

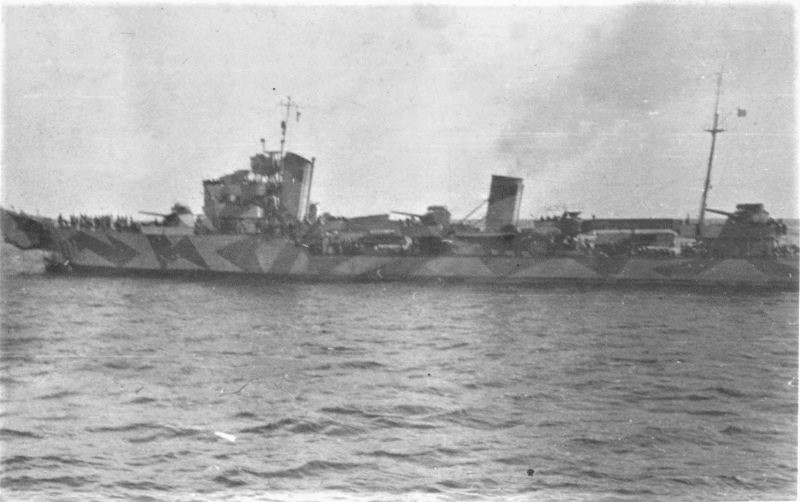
Le da Noli endommagé après la collision avec le Zeno le 28 février 1943

Le 28 février de la même année, alors qu'il rentre au port après avoir posé la première pièce du barrage de mines "S 10", l'escadron est attaqué par un sous-marin. Alors qu'il manœuvre pour éviter les torpilles, le da Noli, pris par une panne de gouvernail, percute violemment le Zeno au milieu du navire. Les deux unités sont sérieusement endommagées (le da Noli a sa proue à moitié détruite), mais elles réussissent à rentrer au port par leurs propres moyens.
L'unité passe donc d'autres mois en réparation.

### La dernière mission du Da Noli

L'itinéraire de la flotte italienne sous le commandement de Bergamini

Dans le cadre des événements de l'armistice (Armistice de Cassibile), le da Noli (sous le commandement du capitaine de frégate Pio Valdambrini) et son navire-jumeau Vivaldi naviguent de La Spezia à Civitavecchia, où ils sont censés embarquer le roi Victor-Emmanuel III qui fuit Rome,,. Le roi ayant décidé de se diriger vers Pescara, le Vivaldi et le da Noli reçoivent l'ordre, le matin du 9 septembre 1943, de mettre le cap sur La Maddalena, où ils rencontrent le gros de l'escadre navale italienne partie de La Spezia,,. À 14h33 du même jour, ils reçoivent l'ordre de " sortir de l'estuaire de La Maddalena vers l'ouest, en coulant au passage tous les véhicules allemands qui font du trafic entre la Sardaigne et la Corse ",,. Au large de Razzoli, dans les Bouches de Bonifacio, les deux navires entrent en contact, entre 16h00 et 17h15 le 9 septembre, avec quelques patrouilleurs et navires à moteur allemands, coulant ou endommageant certains d'entre eux et obligeant les autres à se replier. Mais ils sont alors visés par les tirs des batteries côtières allemandes en Corse,,. Le da Noli est touché par deux obus et n'est pas très sérieusement endommagé mais, alors qu'il manœuvre pour s'éloigner, il heurte une mine au milieu du navire: l'explosion touche le pont tuant le commandant Valdambrini (né à Rome le 17 août 1903) et tous ceux qui s'y trouvent, et le navire, brisé en deux, coule rapidement à 17h50 (pour d'autres sources à 17h20), à cinq milles nautiques (11 km) à l'ouest du phare de Pertusato,,.
C'est ainsi que le naufrage du da Noli est décrit par le capitaine de vaisseau (capitano di vascello) Camicia, commandant du Vivaldi: "Il a participé aux tirs contre les unités et les batteries du côté de la Corse, il semble aussi être touché; il s'écarte de la côte, me dépassant, à toute vitesse vers le sud-ouest et faisant beaucoup de fumée. A 17h50, une grande colonne d'eau blanchâtre, comme celle d'une explosion de mine, enveloppe le "Da Noli" qui, brisé en deux au milieu, coule. On pouvait voir beaucoup de gens dans la mer et peu après aussi une vedette à moteur en mouvement près des radeaux de sauvetage".
Le Vivaldi, sévèrement touché par les batteries côtières puis par des avions, ne peut rien faire pour secourir les survivants du da Noli. Le torpilleur Pegaso, envoyé sur place dans ce but, est à son tour empêché de remplir sa tâche par des attaques aériennes,,. Une partie des survivants du da Noli, avec d'autres du Vivaldi, sont secourus dans la soirée du 12 septembre par le sous-marin britannique HMS Sportsman et emmenés dans un camp de concentration en Algérie, d'autres atteignent la Corse en luttant contre le vent violent qui souffle de l'est,,.
Au total, parmi l'équipage du da Noli, il y av 218 (pour d'autres sources 228,) morts et disparus et seulement 39 survivants,,.
Au cours du conflit, l'unité avait effectué 208 missions de guerre pour un total de 70 466 milles nautiques (130 500 km) parcourus et un peu moins de 3 300 heures de navigation.

### La découverte de l'épave
La découverte de l'épave a eu lieu en 1975 par le pêcheur de corail Giovanni Spigno de Santa Teresa Gallura, qui au cours d'une sortie de pêche au corail dans les Bouches de Bonifacio, au moment de remonter le matériel, il se rend compte que celui-ci est plein de balles et alerte immédiatement les autorités qui après quelques semaines envoient sur place le navire militaire Cavezzale qui identifie l'épave, confirmant qu'il s'agit du destroyer Antonio da Noli. La première plongée par des plongeurs n'a eu lieu qu'en septembre 2009. L'épave repose brisée en deux parties sur un fond marin sablonneux, à 5,85 milles nautiques (11 km) des côtes corses et à une profondeur comprise entre 93 et 108 mètres,.
En juillet 2016, un groupe de plongeurs pose sur l'épave du destroyer une plaque offerte par la municipalité de Noli, lieu de naissance du navigateur éponyme du navire. L'équipe de plongeurs du Global Underwater Explorers - GUE - est composée comme suit: Mario Arena, Marco Colman, Luca Palezza, Graham Blackmore.

### Commandement
Commandants
- Capitaine de frégate (Capitano di fregata) Achille Zoli (né à Pesaro le 19 août 1900) (10 juin 1940 - 1er août 1940)
- Capitaine de vaisseau (Capitano di vascello) Giovanni Galati (né à Naples le 19 septembre 1897) (août - septembre 1940)
- Capitaine de frégate (Capitano di fregata) Achille Zoli (né à Pesaro le 19 août 1900) (septembre 1940 - avril 1941)
- Capitaine de frégate (Capitano di fregata) Corrado Tagliamonte (né à Noto le 1er novembre 1900) (avril-août 1941)
- Capitaine de frégate (Capitano di fregata) Luigi Cei Martini (né à Vicopisano le 16 février 1900) (septembre 1941 - 25 août 1942) (navire amiral du contre-amiral Amedeo Nomis di Pollone, commandant du groupe de destroyers d'escorte)
- Capitaine de frégate (Capitano di fregata) Pio Valdambrini (né à Rome le 17 août 1903) (†) (26 août 1942 - 9 septembre 1943)